# Kanaal van Deurne

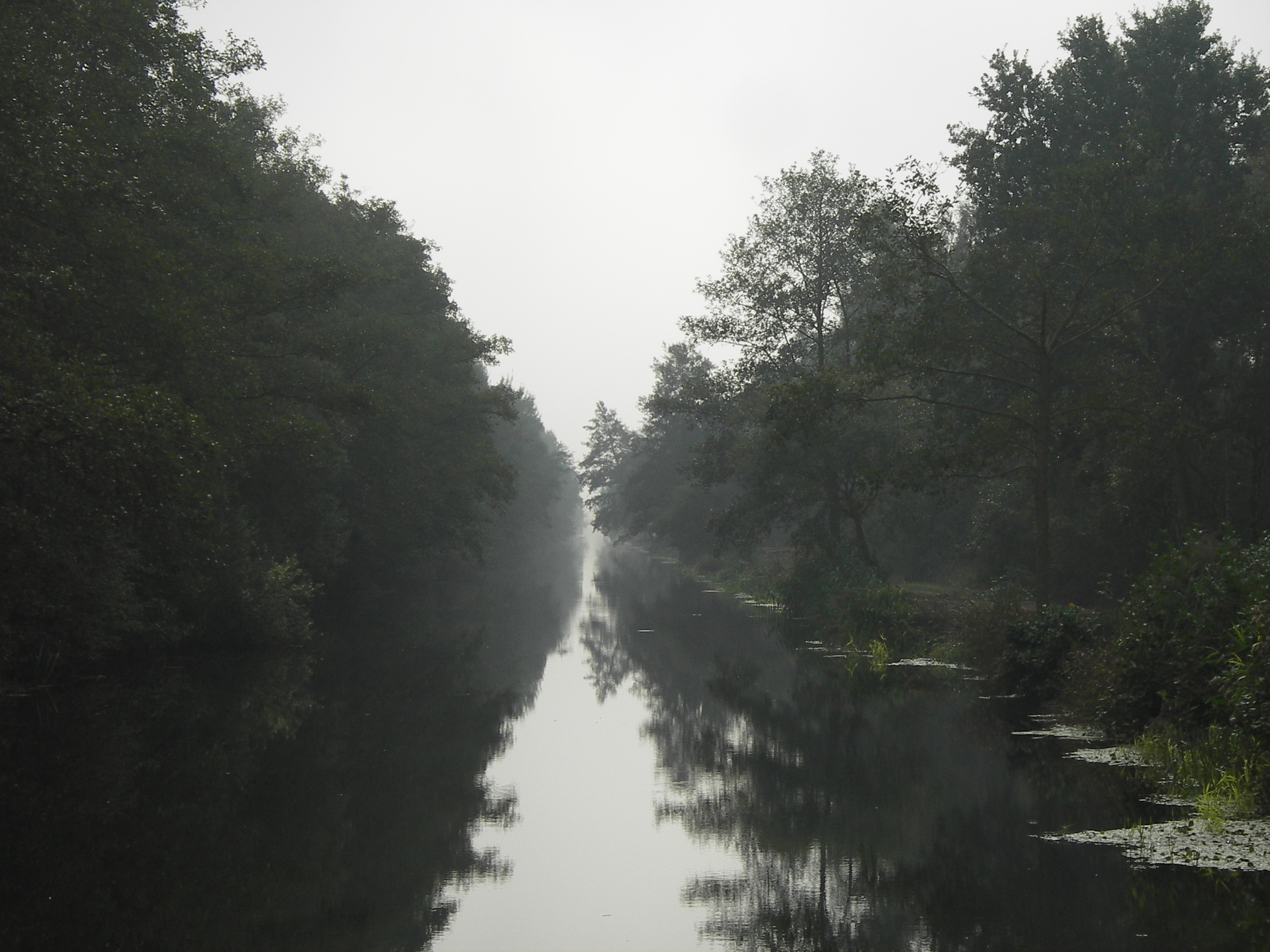
Het kanaal van Deurne bij de Deurnese Peel

Het Kanaal van Deurne is een 15 kilometer lang zijkanaal van de Noordervaart. Het kanaal begint in Limburg ten zuiden van Meijel en loopt dan parallel aan de Helenavaart in noordelijke richting. Na 5 kilometer, na de grens met Noord-Brabant te zijn overgestoken buigt de Helenavaart in noordoostelijke richting naar Helenaveen, terwijl het Kanaal van Deurne in noordwestelijke richting loopt, langs de natuurgebieden Heitrakse Peel, 't Molentje en Deurnese Peel. Bij Griendtsveen, ter hoogte van de spoorlijn, vloeit het Kanaal van Deurne samen met de Helenavaart in het Defensiekanaal uit. Hierna loopt het Defensiekanaal verder in noordelijke richting.

## Historie
Het graven van het kanaal begon in 1874 en was een initiatief van de gemeente Deurne. Het was aanvankelijk bedoeld ter afwatering van het veengebied en voor het transport van de in de Peel afgegraven turf. De turfvaartjes in de Deurnese Peel (de zogenaamde wijken) werden op dit kanaal aangesloten. De wijken in Helenaveen echter werden aangesloten op de Helenavaart.
Een bekende historische anekdote betreft de rivaliteit tussen de veenbaas van de Griendt en het gemeentelijk veenbedrijf van Deurne. Van de Griendt weigerde zijn eigen kanaal (de Helenavaart) in medegebruik te geven en dwong de gemeente daardoor zelf een nieuw kanaal te graven (het Kanaal van Deurne). Aan die geschiedenis dankt de Peel zowel de z.g. "bajonetbocht" als het "dubbele kanaal".

## Wateraanvoer
Het Kanaal van Deurne wordt sinds de jaren 50 samen met het in het verlengde gelegen Defensiekanaal benut voor de 'peelbevloeiing' ofwel wateraanvoer. Daartoe wordt water uit de Maas aangevoerd via de Zuid Willemsvaart, via het voedingskanaal bij Sluis 15, met een duiker onder het Kanaal Wessem Nederweert door, naar de noordervaart. Dat water stroomt in de zomer vrij krachtig door het kanaal noordwaarts. Het Maaswater is kalkrijk van samenstelling en dus volstrekt anders van aard dan de van nature voorkomende, zure watersoort in de Peelregio.
Veel bovenlopen van talrijke beken in de uitgestrekte, verdroogde landbouwgebieden in de noordelijke Peel worden daarmee in de zomer van water voorzien. Dat betreft de Astense Aa, de Vlier en de Oude Aa aan het Kanaal van Deurne zelf, en nog meer beken aan het Defensiekanaal. Consequenties van wateraanvoer zijn een tegennatuurlijk peilbeheer (hoog water in de zomer, laag peil in de winter) en een grote hoeveelheid voedingsstoffen op bovenloopjes die van nature juist relatief voedselarm waren.

## Natuur
De kalkrijke watersoort in het kanaal brengt met zich mee dat men in het water en aan de oever veel soorten vindt die voedsel- en kalkrijke wateren begeleiden, zoals gele lis, riet en brandnetel. Langs de bovenloop van de Astense Aa treft men zelfs de zwanenbloem aan. De typische boomsoort langs het kanaal is de zwarte els, terwijl in de zuur gebleven Peelgebieden de berk overheerst. Het kanaal is vanwege zijn ligging in de Deurnese Peel, maar ook vanwege zijn eigen hydrolbiologische betekenis aangewezen als deel van het beschermd natuurmonument de Deurnese Peel.
Het water is visrijk, het trekt veel libellen en wordt druk bezocht door de ijsvogel. Merkwaardig is de krabbenscheer, die zich na jarenlange afwezigheid soms plotseling massaal laat zien.